# فرودگاه بین‌المللی استیوارت
فرودگاه بین‌المللی استیوارت (به انگلیسی: Stewart International Airport) یک فرودگاه همگانی با کد یاتا SWF است که یک باند فرود آسفالت دارد و طول باند آن ۳۶۰۲ متر است. این فرودگاه در کشور ایالات متحده آمریکا قرار دارد و در ارتفاع ۱۴۹٫۷ متری از سطح دریا واقع شده است.
در سال ۲۰۰۰ این فرودگاه به اولین فرودگاه تجاری ایالات متحده تبدیل شد که زمانی که شرکت National Express مستقر در انگلستان یک فرودگاه اجاره ۹۹ ساله دریافت کرد. پس از به تعویق انداختن برنامه‌های خود برای تغییر نام تأسیسات پس از مخالفت‌های محلی قابل‌توجه، حقوق فرودگاه را هفت سال بعد فروخت؛[9] هیئت مدیره اداره بندر نیویورک و نیوجرسی رای به اخذ ۹۳ سال باقی‌مانده از اجاره داد و بعداً به AFCO AvPorts قرارداد راه اندازی این تأسیسات را اعطا کرد. اداره بندر در سال ۲۰۱۸ فرودگاه را به عنوان فرودگاه بین المللی نیویورک استوارت تغییر نام داد تا بر نزدیکی آن به شهر نیویورک تأکید کند.

## شرکت‌های هواپیمایی و مقصدهای پروازی

### مسافری
| شرکت‌های هواپیمایی                                     | مقصدهای پروازی |
| ----------------------------------------------------- | --- |
| الیجنت ایر                                            | اورلندو سنفورد (آغاز از ۱۶ نوامبر ۲۰۱۷), شهرستان شارلوت (آغاز از ۱۷ نوامبر ۲۰۱۷), سن پترزبورگ-کلیرواتر فصلی: میرتل بیچ |
| امریکن ایگل                                           | فیلادلفیا |
| دلتا کانکشن                                           | متروپولیتن شهرستان وین دیترویت                                                                                         |
| جت‌بلو                                                 | فورت لادردیل–هالیوود، اورلاندو                                                                                         |
| نروجین ایر شاتل اجرا توسط Norwegian Air International | بلفاست، دوبلین، ادینبرو، شنن فصلی: فلسلند برگن                                                                         |

| Domestic destinations map |
| --- |
| Newburghسن پترزبورگ-کلیرواترمیرتل بیچفیلادلفیامتروپولیتن شهرستان وین دیترویتفورت لادردیل–هالیووداورلاندواورلندو سنفوردشهرستان شارلوت All domestic destinations from Stewart International Airport (SWF). · |

| International destinations map                                                                                       |
| --- |
| Newburghبلفاستفلسلند برگندوبلینادینبروشنن All international destinations from Stewart International Airport (SWF). · |

### باری
| شرکت‌های هواپیمایی | مقصدهای پروازی                         |
| ----------------- | -------------------------------------- |
| فدکس اکسپرس       | لی والی، ریکن‌بیکر، ایندیاناپلیس، ممفیس |
| یوپی‌اس ایرلاینز   | لوئیویل                                |